# Armigeres denbesteni
Armigeres denbesteni är en tvåvingeart som beskrevs av Steffen Lambert Brug 1925. Armigeres denbesteni ingår i släktet Armigeres och familjen stickmyggor. Inga underarter finns listade i Catalogue of Life.